# Campeonato de Primera División B 1949 (Argentina)
El Campeonato de Primera División B 1949 fue la decimosexta temporada de la categoría, que era la segunda división del fútbol argentino. Fue la primera temporada de la Primera División B, que incorporó a los equipos de la Segunda División, certamen que volvería a disputarse en 1950. Esta temporada marcó la incorporación de Barracas Central, ascendido de la Tercera División, mientras que no hubo equipos descendidos desde la Primera División, por lo que el número de equipos de la divisional se redujo a 21.
El torneo entregó solo un ascenso, así como se dispuso que solamente un equipo perdiera la categoría. Dicho premio y castigo fueron para el primer equipo y el último de la tabla, sin haber disputa de torneos reducidos ni de reclasificatorios. Sin embargo, una vez finalizado el torneo se dispuso el descenso de ocho equipos más con el fin de crear una nueva división en el sistema de ligas del fútbol argentino, aunque los mismos no fueron determinados por la tabla de posiciones de esta temporada sino por criterios arbitrarios establecidos por la AFA.
El campeón y único ascendido fue Quilmes Atlético Club, que se consagró campeón varias fechas antes de que finalice el torneo y terminó con 10 puntos de ventaja respecto de su principal perseguidor, retornando así luego de 12 temporadas a la máxima categoría del fútbol argentino. De esta manera, el equipo del sur del conurbano bonaerense consiguió alzarse por primera vez con el trofeo de esta divisional, ya que la única vez que había participado en la segunda división fue por una resolución de AFA, que al año siguiente fue revocada y le permitió retornar a la Primera División.
Asimismo, el torneo decretó el descenso de Excursionistas que realizó una floja campaña y descendió varias jornadas antes de que termine el torneo, al finalizar en el último lugar de la tabla de posiciones. Por lo tanto, perdió la categoría por primera vez en su historia y participó también por primera vez en la tercera categoría, ya que había jugado en esta categoría desde su incorporación en 1935.

## Ascensos y descensos
| Incorporados de la Segunda División 1948                   |
| ---------------------------------------------------------- |
| Todos sus participantes con excepción de los 2 promovidos. |

| Posición | Ascendido de la Primera Amateur 1948 |
| -------- | ------------------------------------ |
| 1.º      | Barracas Central                     |

| Ascendidos a la Primera División 1949 |
| ------------------------------------- |
| Atlanta                               |
| Ferro Carril Oeste                    |

| Descendido de la Primera División 1948 |
| -------------------------------------- |
| No hubo                                |

- De esta manera, el número de equipos se redujo a 21

## Formato
Los veintiún equipos participantes disputaron un torneo de 42 fechas todos contra todos.

### Ascensos
El equipo con más puntos fue el campeón, obteniendo el único ascenso directo a la Primera División.

### Descensos
El equipo que finalizó en el último lugar de la tabla de posiciones descendió a la Primera C.

## Equipos participantes
| Equipo                 | Ciudad               |
| ---------------------- | -------------------- |
| All Boys               | Buenos Aires         |
| Almagro                | Buenos Aires         |
| Argentino (R)          | Rosario              |
| Argentino de Quilmes   | Quilmes              |
| Argentinos Juniors     | Buenos Aires         |
| Barracas Central       | Buenos Aires         |
| Central Córdoba (R)    | Rosario              |
| Colegiales             | Munro                |
| Colón                  | Santa Fe             |
| Defensores de Belgrano | Buenos Aires         |
| Dock Sud               | Dock Sud             |
| El Porvenir            | Gerli                |
| Estudiantes (BA)       | Buenos Aires         |
| Excursionistas         | Buenos Aires         |
| Los Andes              | Lomas de Zamora      |
| Nueva Chicago          | Buenos Aires         |
| Quilmes                | Quilmes              |
| Talleres (RE)          | Remedios de Escalada |
| Temperley              | Temperley            |
| Tiro Federal           | Rosario              |
| Unión                  | Santa Fe             |

### Distribución geográfica de los equipos
| Región                 | Cant. | Equipos |
| ---------------------- | ----- | --- |
| Conurbano bonaerense   | 8     | Argentino de Quilmes, Colegiales, Dock Sud, El Porvenir, Los Andes, Quilmes, Talleres (RE) y Temperley                            |
| Ciudad de Buenos Aires | 8     | All Boys, Almagro, Argentinos Juniors, Barracas Central, Defensores de Belgrano, Estudiantes (BA), Excursionistas y Nueva Chicago |
| Provincia de Santa Fe  | 5     | Argentino (R), Central Córdoba (R), Colón, Tiro Federal y Unión                                                                   |

## Tabla de posiciones
| Pos. | Equipo                 | Pts. | PJ | PG | PE | PP | GF  | GC  | Dif. |
| ---- | ---------------------- | ---- | -- | -- | -- | -- | --- | --- | ---- |
| 1.º  | Quilmes                | 63   | 40 | 28 | 7  | 5  | 118 | 53  | 65   |
| 2.º  | Colón                  | 53   | 40 | 22 | 9  | 9  | 90  | 47  | 43   |
| 3.º  | Unión                  | 51   | 40 | 22 | 7  | 11 | 90  | 49  | 41   |
| 4.º  | El Porvenir            | 45   | 40 | 18 | 9  | 13 | 86  | 71  | 15   |
| 5.º  | Talleres (RE)          | 44   | 40 | 18 | 8  | 14 | 88  | 87  | 1    |
| 6.º  | Dock Sud               | 44   | 40 | 20 | 4  | 16 | 77  | 76  | 1    |
| 7.º  | Central Córdoba (R)    | 43   | 40 | 17 | 9  | 14 | 86  | 77  | 9    |
| 8.º  | Argentinos Juniors     | 41   | 40 | 15 | 11 | 14 | 75  | 81  | −6   |
| 9.º  | All Boys               | 40   | 40 | 18 | 4  | 18 | 77  | 87  | −10  |
| 10.º | Tiro Federal           | 39   | 40 | 15 | 9  | 16 | 78  | 74  | 4    |
| 11.º | Argentino (R)          | 38   | 40 | 13 | 12 | 15 | 73  | 74  | −1   |
| 12.º | Defensores de Belgrano | 38   | 40 | 16 | 6  | 18 | 90  | 102 | −12  |
| 13.º | Argentino de Quilmes   | 37   | 40 | 11 | 15 | 14 | 79  | 83  | −4   |
| 14.º | Los Andes              | 35   | 40 | 12 | 11 | 17 | 74  | 90  | −16  |
| 15.º | Nueva Chicago          | 35   | 40 | 13 | 9  | 18 | 77  | 95  | −18  |
| 16.º | Barracas Central       | 34   | 40 | 12 | 10 | 18 | 93  | 96  | −3   |
| 17.º | Almagro                | 34   | 40 | 12 | 10 | 18 | 77  | 88  | −11  |
| 18.º | Colegiales             | 33   | 40 | 12 | 9  | 19 | 73  | 93  | −20  |
| 19.º | Estudiantes (BA)       | 33   | 40 | 13 | 7  | 20 | 72  | 107 | −35  |
| 20.º | Temperley              | 32   | 40 | 12 | 8  | 20 | 78  | 99  | −21  |
| 21.º | Excursionistas         | 28   | 40 | 10 | 8  | 22 | 73  | 95  | −22  |

|  | Se consagró campeón y ascendió a la Primera División. |
|  | Descendió a la Primera C.                             |

## Resultados
Primera Rueda
| Fecha 1                | Fecha 1   | Fecha 1              | Fecha 1                | Fecha 1     | Fecha 1 |
| Local                  | Resultado | Visitante            | Estadio                | Fecha       |         |
| ---------------------- | --------- | -------------------- | ---------------------- | ----------- | ------- |
| Argentinos Juniors     | 2 - 2     | Nueva Chicago        | Argentinos Juniors     | 23 de abril |         |
| Quilmes                | 1 - 1     | Colón                | Ferro Carril Oeste     | 23 de abril |         |
| Defensores de Belgrano | 1 - 3     | Sportivo Dock Sud    | Defensores de Belgrano | 23 de abril |         |
| Estudiantes (BA)       | 3 - 2     | Los Andes            | Atlanta                | 23 de abril |         |
| Colegiales             | 3 - 2     | El Porvenir          | Colegiales             | 23 de abril |         |
| Argentino de Rosario   | 2 - 2     | Central Córdoba (R)  | Argentino de Rosario   | 23 de abril |         |
| Talleres (RdE)         | 1 - 0     | Tiro Federal         | Talleres (RdE)         | 23 de abril |         |
| Temperley              | 2 - 0     | Almagro              | Temperley              | 23 de abril |         |
| Barracas Central       | 3 - 3     | Excursionistas       | Barracas Central       | 23 de abril |         |
| Unión                  | 0 - 0     | Argentino de Quilmes | Unión                  | 24 de abril |         |
| Libre: All Boys        |           |                      |                        |             |         |

| Fecha 2                   | Fecha 2   | Fecha 2                | Fecha 2              | Fecha 2     | Fecha 2 |
| Local                     | Resultado | Visitante              | Estadio              | Fecha       |         |
| ------------------------- | --------- | ---------------------- | -------------------- | ----------- | ------- |
| Argentino de Quilmes      | 2 - 3     | All Boys               | Argentino de Quilmes | 30 de abril |         |
| Excursionistas            | 2 - 2     | Unión                  | Excursionistas       | 30 de abril |         |
| Almagro                   | 2 - 2     | Barracas Central       | Almagro              | 30 de abril |         |
| Tiro Federal              | 0 - 2     | Temperley              | Tiro Federal         | 30 de abril |         |
| Central Córdoba (R)       | 4 - 1     | Talleres (RdE)         | Central Córdoba (R)  | 30 de abril |         |
| El Porvenir               | 3 - 2     | Argentino de Rosario   | El Porvenir          | 30 de abril |         |
| Los Andes                 | 2 - 4     | Colegiales             | Los Andes            | 30 de abril |         |
| Sportivo Dock Sud         | 3 - 1     | Estudiantes (BA)       | Sportivo Dock Sud    | 30 de abril |         |
| Colón                     | 4 - 2     | Defensores de Belgrano | Colón                | 30 de abril |         |
| Nueva Chicago             | 1 - 4     | Quilmes                | Nueva Chicago        | 30 de abril |         |
| Libre: Argentinos Juniors |           |                        |                      |             |         |

| Fecha 3                     | Fecha 3   | Fecha 3             | Fecha 3                | Fecha 3   | Fecha 3 |
| Local                       | Resultado | Visitante           | Estadio                | Fecha     |         |
| --------------------------- | --------- | ------------------- | ---------------------- | --------- | ------- |
| Quilmes                     | 7 - 1     | Argentinos Juniors  | Quilmes                | 7 de mayo |         |
| Defensores de Belgrano      | 3 - 3     | Nueva Chicago       | Defensores de Belgrano | 7 de mayo |         |
| Estudiantes (BA)            | 1 - 3     | Colón               | Atlanta                | 7 de mayo |         |
| Colegiales                  | 1 - 2     | Sportivo Dock Sud   | Colegiales             | 7 de mayo |         |
| Argentino de Rosario        | 4 - 0     | Los Andes           | Argentino de Rosario   | 7 de mayo |         |
| Talleres (RdE)              | 1 - 3     | El Porvenir         | Talleres (RdE)         | 7 de mayo |         |
| Temperley                   | 1 - 1     | Central Córdoba (R) | Temperley              | 7 de mayo |         |
| Barracas Central            | 3 - 1     | Tiro Federal        | Barracas Central       | 7 de mayo |         |
| Unión                       | 5 - 1     | Almagro             | Unión                  | 7 de mayo |         |
| All Boys                    | 4 - 3     | Excursionistas      | All Boys               | 7 de mayo |         |
| Libre: Argentino de Quilmes |           |                     |                        |           |         |

| Fecha 4             | Fecha 4   | Fecha 4                | Fecha 4             | Fecha 4    | Fecha 4 |
| Local               | Resultado | Visitante              | Estadio             | Fecha      |         |
| ------------------- | --------- | ---------------------- | ------------------- | ---------- | ------- |
| Excursionistas      | 4 - 2     | Argentino de Quilmes   | Excursionistas      | 14 de mayo |         |
| Almagro             | 5 - 1     | All Boys               | Almagro             | 14 de mayo |         |
| Tiro Federal        | 1 - 2     | Unión                  | Tiro Federal        | 14 de mayo |         |
| Central Córdoba (R) | 4 - 0     | Barracas Central       | Central Córdoba (R) | 14 de mayo |         |
| El Porvenir         | 2 - 2     | Temperley              | El Porvenir         | 14 de mayo |         |
| Los Andes           | 0 - 2     | Talleres (RdE)         | Los Andes           | 14 de mayo |         |
| Sportivo Dock Sud   | 3 - 0     | Argentino de Rosario   | Sportivo Dock Sud   | 14 de mayo |         |
| Nueva Chicago       | 6 - 3     | Estudiantes (BA)       | Nueva Chicago       | 14 de mayo |         |
| Argentinos Juniors  | 4 - 1     | Defensores de Belgrano | Argentinos Juniors  | 14 de mayo |         |
| Colón               | 3 - 1     | Colegiales             | Colón               | 15 de mayo |         |
| Libre: Quilmes      |           |                        |                     |            |         |

| Fecha 5                | Fecha 5   | Fecha 5             | Fecha 5                | Fecha 5    | Fecha 5 |
| Local                  | Resultado | Visitante           | Estadio                | Fecha      |         |
| ---------------------- | --------- | ------------------- | ---------------------- | ---------- | ------- |
| Defensores de Belgrano | 1 - 4     | Quilmes             | Defensores de Belgrano | 21 de mayo |         |
| Estudiantes (BA)       | 2 - 1     | Argentinos Juniors  | Atlanta                | 21 de mayo |         |
| Colegiales             | 1 - 1     | Nueva Chicago       | Colegiales             | 21 de mayo |         |
| Argentino de Rosario   | 0 - 0     | Colón               | Argentino de Rosario   | 21 de mayo |         |
| Talleres (RdE)         | 1 - 2     | Sportivo Dock Sud   | Talleres (RdE)         | 21 de mayo |         |
| Temperley              | 1 - 1     | Los Andes           | Temperley              | 21 de mayo |         |
| Barracas Central       | 3 - 3     | El Porvenir         | Barracas Central       | 21 de mayo |         |
| All Boys               | 1 - 1     | Tiro Federal        | All Boys               | 21 de mayo |         |
| Argentino de Quilmes   | 4 - 2     | Almagro             | Argentino de Quilmes   | 21 de mayo |         |
| Unión                  | 3 - 1     | Central Córdoba (R) | Unión                  | 22 de mayo |         |
| Libre: Excursionistas  |           |                     |                        |            |         |

| Fecha 6                       | Fecha 6   | Fecha 6              | Fecha 6             | Fecha 6    | Fecha 6 |
| Local                         | Resultado | Visitante            | Estadio             | Fecha      |         |
| ----------------------------- | --------- | -------------------- | ------------------- | ---------- | ------- |
| Almagro                       | 2 - 1     | Excursionistas       | Almagro             | 25 de mayo |         |
| Tiro Federal                  | 1 - 1     | Argentino de Quilmes | Tiro Federal        | 25 de mayo |         |
| Central Córdoba (R)           | 3 - 1     | All Boys             | Central Córdoba (R) | 25 de mayo |         |
| El Porvenir                   | 1 - 3     | Unión                | El Porvenir         | 25 de mayo |         |
| Los Andes                     | 5 - 4     | Barracas Central     | Los Andes           | 25 de mayo |         |
| Sportivo Dock Sud             | 2 - 1     | Temperley            | Sportivo Dock Sud   | 25 de mayo |         |
| Colón                         | 6 - 0     | Talleres (RdE)       | Colón               | 25 de mayo |         |
| Nueva Chicago                 | 5 - 2     | Argentino de Rosario | Nueva Chicago       | 25 de mayo |         |
| Argentinos Juniors            | 2 - 2     | Colegiales           | Argentinos Juniors  | 25 de mayo |         |
| Quilmes                       | 0 - 1     | Estudiantes (BA)     | Quilmes             | 25 de mayo |         |
| Libre: Defensores de Belgrano |           |                      |                     |            |         |

| Fecha 7              | Fecha 7   | Fecha 7                | Fecha 7              | Fecha 7    | Fecha 7 |
| Local                | Resultado | Visitante              | Estadio              | Fecha      |         |
| -------------------- | --------- | ---------------------- | -------------------- | ---------- | ------- |
| Estudiantes (BA)     | 2 - 3     | Defensores de Belgrano | Atlanta              | 28 de mayo |         |
| Colegiales           | 2 - 0     | Quilmes                | Colegiales           | 28 de mayo |         |
| Argentino de Rosario | 2 - 0     | Argentinos Juniors     | Argentino de Rosario | 28 de mayo |         |
| Talleres (RdE)       | 2 - 1     | Nueva Chicago          | Talleres (RdE)       | 28 de mayo |         |
| Temperley            | 1 - 2     | Colón                  | Temperley            | 28 de mayo |         |
| Barracas Central     | 2 - 3     | Sportivo Dock Sud      | Barracas Central     | 28 de mayo |         |
| All Boys             | 0 - 2     | El Porvenir            | All Boys             | 28 de mayo |         |
| Argentino de Quilmes | 5 - 2     | Central Córdoba (R)    | Argentino de Quilmes | 28 de mayo |         |
| Excursionistas       | 1 - 1     | Tiro Federal           | Excursionistas       | 28 de mayo |         |
| Unión                | 7 - 1     | Los Andes              | Unión                | 29 de mayo |         |
| Libre: Almagro       |           |                        |                      |            |         |

| Fecha 8                 | Fecha 8   | Fecha 8              | Fecha 8                | Fecha 8    | Fecha 8 |
| Local                   | Resultado | Visitante            | Estadio                | Fecha      |         |
| ----------------------- | --------- | -------------------- | ---------------------- | ---------- | ------- |
| Tiro Federal            | 4 - 3     | Almagro              | Tiro Federal           | 4 de junio |         |
| Central Córdoba (R)     | 5 - 2     | Excursionistas       | Central Córdoba (R)    | 4 de junio |         |
| El Porvenir             | 5 - 2     | Argentino de Quilmes | El Porvenir            | 4 de junio |         |
| Los Andes               | 2 - 4     | All Boys             | Los Andes              | 4 de junio |         |
| Sportivo Dock Sud       | 3 - 1     | Unión                | Sportivo Dock Sud      | 4 de junio |         |
| Nueva Chicago           | 3 - 1     | Temperley            | Nueva Chicago          | 4 de junio |         |
| Argentinos Juniors      | 2 - 1     | Talleres (RdE)       | Argentinos Juniors     | 4 de junio |         |
| Quilmes                 | 3 - 1     | Argentino de Rosario | Quilmes                | 4 de junio |         |
| Defensores de Belgrano  | 5 - 2     | Colegiales           | Defensores de Belgrano | 4 de junio |         |
| Colón                   | 4 - 1     | Barracas Central     | Colón                  | 5 de junio |         |
| Libre: Estudiantes (BA) |           |                      |                        |            |         |

| Fecha 9              | Fecha 9   | Fecha 9                | Fecha 9              | Fecha 9     | Fecha 9 |
| Local                | Resultado | Visitante              | Estadio              | Fecha       |         |
| -------------------- | --------- | ---------------------- | -------------------- | ----------- | ------- |
| Colegiales           | 3 - 2     | Estudiantes (BA)       | Colegiales           | 11 de junio |         |
| Argentino de Rosario | 3 - 2     | Defensores de Belgrano | Argentino de Rosario | 11 de junio |         |
| Talleres (RdE)       | 3 - 3     | Quilmes                | Talleres (RdE)       | 11 de junio |         |
| Temperley            | 2 - 4     | Argentinos Juniors     | Temperley            | 11 de junio |         |
| Barracas Central     | 3 - 5     | Nueva Chicago          | Barracas Central     | 11 de junio |         |
| All Boys             | 1 - 0     | Sportivo Dock Sud      | Ferro Carril Oeste   | 11 de junio |         |
| Argentino de Quilmes | 3 - 2     | Los Andes              | Argentino de Quilmes | 11 de junio |         |
| Excursionistas       | 3 - 4     | El Porvenir            | Excursionistas       | 11 de junio |         |
| Almagro              | 4 - 1     | Central Córdoba (R)    | Almagro              | 11 de junio |         |
| Unión                | 1 - 0     | Colón                  | Unión                | 12 de junio |         |
| Libre: Tiro Federal  |           |                        |                      |             |         |

| Fecha 10               | Fecha 10  | Fecha 10             | Fecha 10               | Fecha 10    | Fecha 10 |
| Local                  | Resultado | Visitante            | Estadio                | Fecha       |          |
| ---------------------- | --------- | -------------------- | ---------------------- | ----------- | -------- |
| Central Córdoba (R)    | 2 - 0     | Tiro Federal         | Central Córdoba (R)    | 20 de junio |          |
| El Porvenir            | 5 - 1     | Almagro              | El Porvenir            | 20 de junio |          |
| Los Andes              | 1 - 1     | Excursionistas       | Los Andes              | 20 de junio |          |
| Sportivo Dock Sud      | 2 - 1     | Argentino de Quilmes | Sportivo Dock Sud      | 20 de junio |          |
| Colón                  | 4 - 1     | All Boys             | Colón                  | 20 de junio |          |
| Nueva Chicago          | 1 - 0     | Unión                | Nueva Chicago          | 20 de junio |          |
| Argentinos Juniors     | 3 - 3     | Barracas Central     | Argentinos Juniors     | 20 de junio |          |
| Quilmes                | 4 - 1     | Temperley            | Quilmes                | 20 de junio |          |
| Defensores de Belgrano | 1 - 3     | Talleres (RdE)       | Defensores de Belgrano | 20 de junio |          |
| Estudiantes (BA)       | 2 - 1     | Argentino de Rosario | Atlanta                | 20 de junio |          |
| Libre: Colegiales      |           |                      |                        |             |          |

| Fecha 11                   | Fecha 11  | Fecha 11               | Fecha 11             | Fecha 11    | Fecha 11 |
| Local                      | Resultado | Visitante              | Estadio              | Fecha       |          |
| -------------------------- | --------- | ---------------------- | -------------------- | ----------- | -------- |
| Argentino de Rosario       | 5 - 2     | Colegiales             | Argentino de Rosario | 25 de junio |          |
| Talleres (RdE)             | 4 - 1     | Estudiantes (BA)       | Talleres (RdE)       | 25 de junio |          |
| Temperley                  | 3 - 1     | Defensores de Belgrano | Temperley            | 25 de junio |          |
| Barracas Central           | 3 - 2     | Quilmes                | Huracán              | 25 de junio |          |
| All Boys                   | 6 - 2     | Nueva Chicago          | All Boys             | 25 de junio |          |
| Argentino de Quilmes       | 1 - 2     | Colón                  | Argentino de Quilmes | 25 de junio |          |
| Excursionistas             | 0 - 1     | Sportivo Dock Sud      | Excursionistas       | 25 de junio |          |
| Almagro                    | 5 - 0     | Los Andes              | Almagro              | 25 de junio |          |
| Tiro Federal               | 5 - 3     | El Porvenir            | Tiro Federal         | 25 de junio |          |
| Unión                      | 2 - 1     | Argentinos Juniors     | Unión                | 26 de junio |          |
| Libre: Central Córdoba (R) |           |                        |                      |             |          |

| Fecha 12                    | Fecha 12  | Fecha 12             | Fecha 12               | Fecha 12    | Fecha 12 |
| Local                       | Resultado | Visitante            | Estadio                | Fecha       |          |
| --------------------------- | --------- | -------------------- | ---------------------- | ----------- | -------- |
| El Porvenir                 | 1 - 0     | Central Córdoba (R)  | El Porvenir            | 29 de junio |          |
| Los Andes                   | 0 - 1     | Tiro Federal         | Los Andes              | 29 de junio |          |
| Sportivo Dock Sud           | 2 - 2     | Almagro              | Sportivo Dock Sud      | 29 de junio |          |
| Colón                       | 3 - 0     | Excursionistas       | Colón                  | 29 de junio |          |
| Nueva Chicago               | 1 - 1     | Argentino de Quilmes | Nueva Chicago          | 29 de junio |          |
| Argentinos Juniors          | 3 - 1     | All Boys             | Argentinos Juniors     | 29 de junio |          |
| Quilmes                     | 1 - 0     | Unión                | Quilmes                | 29 de junio |          |
| Defensores de Belgrano      | 4 - 3     | Barracas Central     | Defensores de Belgrano | 29 de junio |          |
| Estudiantes (BA)            | 3 - 4     | Temperley            | Atlanta                | 29 de junio |          |
| Colegiales                  | 3 - 2     | Talleres (RdE)       | Colegiales             | 29 de junio |          |
| Libre: Argentino de Rosario |           |                      |                        |             |          |

| Fecha 13             | Fecha 13  | Fecha 13               | Fecha 13             | Fecha 13   | Fecha 13 |
| Local                | Resultado | Visitante              | Estadio              | Fecha      |          |
| -------------------- | --------- | ---------------------- | -------------------- | ---------- | -------- |
| Talleres (RdE)       | 3 - 2     | Argentino de Rosario   | Talleres (RdE)       | 2 de julio |          |
| Temperley            | 2 - 6     | Colegiales             | Temperley            | 2 de julio |          |
| Barracas Central     | 7 - 0     | Estudiantes (BA)       | Barracas Central     | 2 de julio |          |
| All Boys             | 4 - 2     | Quilmes                | All Boys             | 2 de julio |          |
| Argentino de Quilmes | 2 - 2     | Argentinos Juniors     | Argentino de Quilmes | 2 de julio |          |
| Excursionistas       | 2 - 4     | Nueva Chicago          | Excursionistas       | 2 de julio |          |
| Almagro              | 2 - 1     | Colón                  | Almagro              | 2 de julio |          |
| Central Córdoba (R)  | 3 - 3     | Los Andes              | Central Córdoba (R)  | 2 de julio |          |
| Unión                | 5 - 1     | Defensores de Belgrano | Unión                | 3 de julio |          |
| Tiro Federal         | 0 - 2     | Sportivo Dock Sud      | Tiro Federal         | 6 de julio |          |
| Libre: El Porvenir   |           |                        |                      |            |          |

| Fecha 14               | Fecha 14  | Fecha 14             | Fecha 14               | Fecha 14    | Fecha 14 |
| Local                  | Resultado | Visitante            | Estadio                | Fecha       |          |
| ---------------------- | --------- | -------------------- | ---------------------- | ----------- | -------- |
| Colón                  | 4 - 0     | Tiro Federal         | Colón                  | 9 de julio  |          |
| Los Andes              | 1 - 2     | El Porvenir          | Los Andes              | 10 de julio |          |
| Sportivo Dock Sud      | 3 - 0     | Central Córdoba (R)  | Sportivo Dock Sud      | 10 de julio |          |
| Nueva Chicago          | 1 - 0     | Almagro              | Nueva Chicago          | 10 de julio |          |
| Argentinos Juniors     | 4 - 1     | Excursionistas       | Argentinos Juniors     | 10 de julio |          |
| Quilmes                | 1 - 0     | Argentino de Quilmes | Quilmes                | 10 de julio |          |
| Defensores de Belgrano | 4 - 2     | All Boys             | Defensores de Belgrano | 10 de julio |          |
| Estudiantes (BA)       | 4 - 2     | Unión                | Atlanta                | 10 de julio |          |
| Colegiales             | 2 - 0     | Barracas Central     | Colegiales             | 10 de julio |          |
| Argentino de Rosario   | 4 - 0     | Temperley            | Argentino de Rosario   | 10 de julio |          |
| Libre: Talleres (RdE)  |           |                      |                        |             |          |

| Fecha 15             | Fecha 15  | Fecha 15               | Fecha 15             | Fecha 15    | Fecha 15 |
| Local                | Resultado | Visitante              | Estadio              | Fecha       |          |
| -------------------- | --------- | ---------------------- | -------------------- | ----------- | -------- |
| Temperley            | 1 - 3     | Talleres (RdE)         | Temperley            | 16 de julio |          |
| Barracas Central     | 1 - 1     | Argentino de Rosario   | Barracas Central     | 16 de julio |          |
| All Boys             | 1 - 0     | Estudiantes (BA)       | All Boys             | 16 de julio |          |
| Argentino de Quilmes | 2 - 0     | Defensores de Belgrano | Argentino de Quilmes | 16 de julio |          |
| Excursionistas       | 0 - 1     | Quilmes                | Excursionistas       | 16 de julio |          |
| Almagro              | 2 - 2     | Argentinos Juniors     | Almagro              | 16 de julio |          |
| Tiro Federal         | 4 - 0     | Nueva Chicago          | Tiro Federal         | 16 de julio |          |
| Central Córdoba (R)  | 0 - 0     | Colón                  | Central Córdoba (R)  | 16 de julio |          |
| El Porvenir          | 3 - 1     | Sportivo Dock Sud      | El Porvenir          | 16 de julio |          |
| Unión                | 3 - 1     | Colegiales             | Unión                | 17 de julio |          |
| Libre: Los Andes     |           |                        |                      |             |          |

| Fecha 16               | Fecha 16  | Fecha 16             | Fecha 16               | Fecha 16    | Fecha 16 |
| Local                  | Resultado | Visitante            | Estadio                | Fecha       |          |
| ---------------------- | --------- | -------------------- | ---------------------- | ----------- | -------- |
| Sportivo Dock Sud      | 0 - 2     | Los Andes            | Sportivo Dock Sud      | 23 de julio |          |
| Nueva Chicago          | 3 - 2     | Central Córdoba (R)  | Nueva Chicago          | 23 de julio |          |
| Argentinos Juniors     | 1 - 1     | Tiro Federal         | Argentinos Juniors     | 23 de julio |          |
| Quilmes                | 2 - 1     | Almagro              | Quilmes                | 23 de julio |          |
| Defensores de Belgrano | 2 - 1     | Excursionistas       | Defensores de Belgrano | 23 de julio |          |
| Estudiantes (BA)       | 1 - 1     | Argentino de Quilmes | Atlanta                | 23 de julio |          |
| Colegiales             | 4 - 1     | All Boys             | Colegiales             | 23 de julio |          |
| Argentino de Rosario   | 1 - 1     | Unión                | Argentino de Rosario   | 23 de julio |          |
| Talleres (RdE)         | 1 - 5     | Barracas Central     | Talleres (RdE)         | 23 de julio |          |
| Colón                  | 2 - 0     | El Porvenir          | Colón                  | 24 de julio |          |
| Libre: Temperley       |           |                      |                        |             |          |

| Fecha 17                 | Fecha 17  | Fecha 17               | Fecha 17             | Fecha 17    | Fecha 17 |
| Local                    | Resultado | Visitante              | Estadio              | Fecha       |          |
| ------------------------ | --------- | ---------------------- | -------------------- | ----------- | -------- |
| Barracas Central         | 6 - 3     | Temperley              | Barracas Central     | 30 de julio |          |
| All Boys                 | 1 - 1     | Argentino de Rosario   | All Boys             | 30 de julio |          |
| Argentino de Quilmes     | 3 - 1     | Colegiales             | Argentino de Quilmes | 30 de julio |          |
| Excursionistas           | 3 - 1     | Estudiantes (BA)       | Excursionistas       | 30 de julio |          |
| Almagro                  | 1 - 3     | Defensores de Belgrano | Almagro              | 30 de julio |          |
| Tiro Federal             | 2 - 3     | Quilmes                | Tiro Federal         | 30 de julio |          |
| Central Córdoba (R)      | 2 - 1     | Argentinos Juniors     | Central Córdoba (R)  | 30 de julio |          |
| El Porvenir              | 1 - 2     | Nueva Chicago          | El Porvenir          | 30 de julio |          |
| Los Andes                | 1 - 0     | Colón                  | Los Andes            | 30 de julio |          |
| Unión                    | 4 - 0     | Talleres (RdE)         | Unión                | 31 de julio |          |
| Libre: Sportivo Dock Sud |           |                        |                      |             |          |

| Fecha 18                | Fecha 18  | Fecha 18             | Fecha 18               | Fecha 18    | Fecha 18 |
| Local                   | Resultado | Visitante            | Estadio                | Fecha       |          |
| ----------------------- | --------- | -------------------- | ---------------------- | ----------- | -------- |
| Nueva Chicago           | 1 - 3     | Los Andes            | Nueva Chicago          | 6 de agosto |          |
| Argentinos Juniors      | 2 - 1     | El Porvenir          | Argentinos Juniors     | 6 de agosto |          |
| Quilmes                 | 4 - 2     | Central Córdoba (R)  | Quilmes                | 6 de agosto |          |
| Defensores de Belgrano  | 3 - 2     | Tiro Federal         | Defensores de Belgrano | 6 de agosto |          |
| Estudiantes (BA)        | 2 - 2     | Almagro              | Atlanta                | 6 de agosto |          |
| Colegiales              | 2 - 2     | Excursionistas       | Colegiales             | 6 de agosto |          |
| Argentino de Rosario    | 2 - 0     | Argentino de Quilmes | Argentino de Rosario   | 6 de agosto |          |
| Talleres (RdE)          | 5 - 3     | All Boys             | Talleres (RdE)         | 6 de agosto |          |
| Temperley               | 1 - 1     | Unión                | Temperley              | 6 de agosto |          |
| Colón                   | 1 - 0     | Sportivo Dock Sud    | Colón                  | 7 de agosto |          |
| Libre: Barracas Central |           |                      |                        |             |          |

| Fecha 19             | Fecha 19  | Fecha 19               | Fecha 19             | Fecha 19     | Fecha 19 |
| Local                | Resultado | Visitante              | Estadio              | Fecha        |          |
| -------------------- | --------- | ---------------------- | -------------------- | ------------ | -------- |
| Unión                | 1 - 0     | Barracas Central       | Unión                | 12 de agosto |          |
| All Boys             | 3 - 0     | Temperley              | All Boys             | 12 de agosto |          |
| Argentino de Quilmes | 3 - 3     | Talleres (RdE)         | Argentino de Quilmes | 12 de agosto |          |
| Excursionistas       | 2 - 0     | Argentino de Rosario   | Excursionistas       | 12 de agosto |          |
| Almagro              | 2 - 0     | Colegiales             | Almagro              | 12 de agosto |          |
| Tiro Federal         | 4 - 1     | Estudiantes (BA)       | Tiro Federal         | 12 de agosto |          |
| Central Córdoba (R)  | 1 - 0     | Defensores de Belgrano | Central Córdoba (R)  | 12 de agosto |          |
| El Porvenir          | 1 - 1     | Quilmes                | El Porvenir          | 12 de agosto |          |
| Los Andes            | 2 - 1     | Argentinos Juniors     | Los Andes            | 12 de agosto |          |
| Sportivo Dock Sud    | 1 - 1     | Nueva Chicago          | Sportivo Dock Sud    | 12 de agosto |          |
| Libre: Colón         |           |                        |                      |              |          |

| Fecha 20               | Fecha 20  | Fecha 20             | Fecha 20               | Fecha 20     | Fecha 20 |
| Local                  | Resultado | Visitante            | Estadio                | Fecha        |          |
| ---------------------- | --------- | -------------------- | ---------------------- | ------------ | -------- |
| Nueva Chicago          | 1 - 0     | Colón                | Nueva Chicago          | 15 de agosto |          |
| Argentinos Juniors     | 2 - 1     | Sportivo Dock Sud    | Argentinos Juniors     | 15 de agosto |          |
| Quilmes                | 2 - 0     | Los Andes            | Quilmes                | 15 de agosto |          |
| Defensores de Belgrano | 3 - 0     | El Porvenir          | Defensores de Belgrano | 15 de agosto |          |
| Estudiantes (BA)       | 3 - 2     | Central Córdoba (R)  | Atlanta                | 15 de agosto |          |
| Colegiales             | 3 - 3     | Tiro Federal         | Colegiales             | 15 de agosto |          |
| Argentino de Rosario   | 4 - 2     | Almagro              | Argentino de Rosario   | 15 de agosto |          |
| Talleres (RdE)         | 3 - 1     | Excursionistas       | Talleres (RdE)         | 15 de agosto |          |
| Temperley              | 4 - 1     | Argentino de Quilmes | Temperley              | 15 de agosto |          |
| Barracas Central       | 1 - 3     | All Boys             | Huracán                | 15 de agosto |          |
| Libre: Unión           |           |                      |                        |              |          |

| Fecha 21             | Fecha 21  | Fecha 21               | Fecha 21             | Fecha 21     | Fecha 21 |
| Local                | Resultado | Visitante              | Estadio              | Fecha        |          |
| -------------------- | --------- | ---------------------- | -------------------- | ------------ | -------- |
| All Boys             | 0 - 1     | Unión                  | All Boys             | 20 de agosto |          |
| Argentino de Quilmes | 0 - 0     | Barracas Central       | Argentino de Quilmes | 20 de agosto |          |
| Excursionistas       | 4 - 2     | Temperley              | Excursionistas       | 20 de agosto |          |
| Almagro              | 0 - 2     | Talleres (RdE)         | Almagro              | 20 de agosto |          |
| Tiro Federal         | 3 - 2     | Argentino de Rosario   | Tiro Federal         | 20 de agosto |          |
| Central Córdoba (R)  | 3 - 2     | Colegiales             | Central Córdoba (R)  | 20 de agosto |          |
| El Porvenir          | 1 - 1     | Estudiantes (BA)       | El Porvenir          | 20 de agosto |          |
| Los Andes            | 0 - 1     | Defensores de Belgrano | Los Andes            | 20 de agosto |          |
| Sportivo Dock Sud    | 3 - 2     | Quilmes                | Sportivo Dock Sud    | 20 de agosto |          |
| Colón                | 2 - 2     | Argentinos Juniors     | Colón                | 21 de agosto |          |
| Libre: Nueva Chicago |           |                        |                      |              |          |

Segunda Rueda
| Fecha 22             | Fecha 22  | Fecha 22               | Fecha 22             | Fecha 22     | Fecha 22 |
| Local                | Resultado | Visitante              | Estadio              | Fecha        |          |
| -------------------- | --------- | ---------------------- | -------------------- | ------------ | -------- |
| Nueva Chicago        | 2 - 2     | Argentinos Juniors     | Nueva Chicago        | 27 de agosto |          |
| Sportivo Dock Sud    | 3 - 1     | Defensores de Belgrano | Sportivo Dock Sud    | 27 de agosto |          |
| Los Andes            | 4 - 2     | Estudiantes (BA)       | Los Andes            | 27 de agosto |          |
| El Porvenir          | 1 - 1     | Colegiales             | El Porvenir          | 27 de agosto |          |
| Central Córdoba (R)  | 0 - 0     | Argentino de Rosario   | Central Córdoba (R)  | 27 de agosto |          |
| Tiro Federal         | 2 - 0     | Talleres (RdE)         | Tiro Federal         | 27 de agosto |          |
| Almagro              | 2 - 2     | Temperley              | Almagro              | 27 de agosto |          |
| Excursionistas       | 2 - 0     | Barracas Central       | Excursionistas       | 27 de agosto |          |
| Argentino de Quilmes | 0 - 3     | Unión                  | Argentino de Quilmes | 27 de agosto |          |
| Colón                | 0 - 0     | Quilmes                | Colón                | 28 de agosto |          |
| Libre: All Boys      |           |                        |                      |              |          |

| Fecha 23                  | Fecha 23  | Fecha 23             | Fecha 23               | Fecha 23        | Fecha 23 |
| Local                     | Resultado | Visitante            | Estadio                | Fecha           |          |
| ------------------------- | --------- | -------------------- | ---------------------- | --------------- | -------- |
| All Boys                  | 4 - 1     | Argentino de Quilmes | All Boys               | 3 de septiembre |          |
| Barracas Central          | 0 - 3     | Almagro              | Boca Juniors           | 3 de septiembre |          |
| Temperley                 | 2 - 1     | Tiro Federal         | Temperley              | 3 de septiembre |          |
| Talleres (RdE)            | 3 - 2     | Central Córdoba (R)  | Talleres (RdE)         | 3 de septiembre |          |
| Argentino de Rosario      | 2 - 2     | El Porvenir          | Argentino de Rosario   | 3 de septiembre |          |
| Colegiales                | 0 - 3     | Los Andes            | Colegiales             | 3 de septiembre |          |
| Estudiantes (BA)          | 3 - 1     | Sportivo Dock Sud    | Atlanta                | 3 de septiembre |          |
| Defensores de Belgrano    | 2 - 4     | Colón                | Defensores de Belgrano | 3 de septiembre |          |
| Quilmes                   | 2 - 1     | Nueva Chicago        | Quilmes                | 3 de septiembre |          |
| Unión                     | 4 - 1     | Excursionistas       | Unión                  | 4 de septiembre |          |
| Libre: Argentinos Juniors |           |                      |                        |                 |          |

| Fecha 24                    | Fecha 24  | Fecha 24               | Fecha 24            | Fecha 24         | Fecha 24 |
| Local                       | Resultado | Visitante              | Estadio             | Fecha            |          |
| --------------------------- | --------- | ---------------------- | ------------------- | ---------------- | -------- |
| Argentinos Juniors          | 0 - 3     | Quilmes                | Argentinos Juniors  | 10 de septiembre |          |
| Nueva Chicago               | 2 - 2     | Defensores de Belgrano | Nueva Chicago       | 10 de septiembre |          |
| Sportivo Dock Sud           | 5 - 0     | Colegiales             | Sportivo Dock Sud   | 10 de septiembre |          |
| Los Andes                   | 1 - 1     | Argentino de Rosario   | Los Andes           | 10 de septiembre |          |
| El Porvenir                 | 1 - 1     | Talleres (RdE)         | El Porvenir         | 10 de septiembre |          |
| Central Córdoba (R)         | 3 - 1     | Temperley              | Central Córdoba (R) | 10 de septiembre |          |
| Tiro Federal                | 2 - 1     | Barracas Central       | Tiro Federal        | 10 de septiembre |          |
| Almagro                     | 1 - 1     | Unión                  | Almagro             | 10 de septiembre |          |
| Excursionistas              | 2 - 1     | All Boys               | Excursionistas      | 10 de septiembre |          |
| Colón                       | 3 - 0     | Estudiantes (BA)       | Colón               | 11 de septiembre |          |
| Libre: Argentino de Quilmes |           |                        |                     |                  |          |

| Fecha 25               | Fecha 25  | Fecha 25            | Fecha 25               | Fecha 25         | Fecha 25 |
| Local                  | Resultado | Visitante           | Estadio                | Fecha            |          |
| ---------------------- | --------- | ------------------- | ---------------------- | ---------------- | -------- |
| Argentino de Quilmes   | 4 - 1     | Excursionistas      | Argentino de Quilmes   | 17 de septiembre |          |
| All Boys               | 3 - 2     | Almagro             | All Boys               | 17 de septiembre |          |
| Barracas Central       | 0 - 1     | Central Córdoba (R) | Huracán                | 17 de septiembre |          |
| Temperley              | 2 - 5     | El Porvenir         | Temperley              | 17 de septiembre |          |
| Talleres (RdE)         | 3 - 3     | Los Andes           | Talleres (RdE)         | 17 de septiembre |          |
| Argentino de Rosario   | 5 - 1     | Sportivo Dock Sud   | Argentino de Rosario   | 17 de septiembre |          |
| Colegiales             | 2 - 3     | Colón               | Colegiales             | 17 de septiembre |          |
| Estudiantes (BA)       | 2 - 0     | Nueva Chicago       | Atlanta                | 17 de septiembre |          |
| Defensores de Belgrano | 1 - 1     | Argentinos Juniors  | Defensores de Belgrano | 17 de septiembre |          |
| Unión                  | 1 - 0     | Tiro Federal        | Unión                  | 18 de septiembre |          |
| Libre: Quilmes         |           |                     |                        |                  |          |

| Fecha 26              | Fecha 26  | Fecha 26               | Fecha 26            | Fecha 26         | Fecha 26 |
| Local                 | Resultado | Visitante              | Estadio             | Fecha            |          |
| --------------------- | --------- | ---------------------- | ------------------- | ---------------- | -------- |
| Quilmes               | 7 - 1     | Defensores de Belgrano | Quilmes             | 24 de septiembre |          |
| Argentinos Juniors    | 0 - 1     | Estudiantes (BA)       | Argentinos Juniors  | 24 de septiembre |          |
| Nueva Chicago         | 1 - 1     | Colegiales             | Nueva Chicago       | 24 de septiembre |          |
| Sportivo Dock Sud     | 1 - 1     | Talleres (RdE)         | Sportivo Dock Sud   | 24 de septiembre |          |
| Los Andes             | 2 - 1     | Temperley              | Los Andes           | 24 de septiembre |          |
| El Porvenir           | 3 - 2     | Barracas Central       | El Porvenir         | 24 de septiembre |          |
| Central Córdoba (R)   | 2 - 3     | Unión                  | Central Córdoba (R) | 24 de septiembre |          |
| Tiro Federal          | 1 - 0     | All Boys               | Newell's Old Boys   | 24 de septiembre |          |
| Almagro               | 2 - 2     | Argentino de Quilmes   | Almagro             | 24 de septiembre |          |
| Colón                 | 1 - 1     | Argentino de Rosario   | Colón               | 25 de septiembre |          |
| Libre: Excursionistas |           |                        |                     |                  |          |

| Fecha 27                      | Fecha 27  | Fecha 27            | Fecha 27             | Fecha 27     | Fecha 27 |
| Local                         | Resultado | Visitante           | Estadio              | Fecha        |          |
| ----------------------------- | --------- | ------------------- | -------------------- | ------------ | -------- |
| Excursionistas                | 0 - 2     | Almagro             | Excursionistas       | 1 de octubre |          |
| Argentino de Quilmes          | 5 - 2     | Tiro Federal        | Argentino de Quilmes | 1 de octubre |          |
| All Boys                      | 1 - 3     | Central Córdoba (R) | All Boys             | 1 de octubre |          |
| Barracas Central              | 3 - 1     | Los Andes           | Huracán              | 1 de octubre |          |
| Temperley                     | 4 - 0     | Sportivo Dock Sud   | Temperley            | 1 de octubre |          |
| Talleres (RdE)                | 3 - 1     | Colón               | Talleres (RdE)       | 1 de octubre |          |
| Argentino de Rosario          | 3 - 2     | Nueva Chicago       | Argentino de Rosario | 1 de octubre |          |
| Colegiales                    | 1 - 2     | Argentinos Juniors  | Colegiales           | 1 de octubre |          |
| Estudiantes (BA)              | 3 - 4     | Quilmes             | Estudiantes (BA)     | 1 de octubre |          |
| Unión                         | 3 - 0     | El Porvenir         | Unión                | 2 de octubre |          |
| Libre: Defensores de Belgrano |           |                     |                      |              |          |

| Fecha 28               | Fecha 28  | Fecha 28             | Fecha 28               | Fecha 28        | Fecha 28 |
| Local                  | Resultado | Visitante            | Estadio                | Fecha           |          |
| ---------------------- | --------- | -------------------- | ---------------------- | --------------- | -------- |
| Defensores de Belgrano | 5 - 1     | Estudiantes (BA)     | Defensores de Belgrano | 8 de octubre    |          |
| Quilmes                | 4 - 0     | Colegiales           | Quilmes                | 8 de octubre    |          |
| Argentinos Juniors     | 2 - 0     | Argentino de Rosario | Argentinos Juniors     | 8 de octubre    |          |
| Nueva Chicago          | 2 - 0     | Talleres (RdE)       | Nueva Chicago          | 8 de octubre    |          |
| Sportivo Dock Sud      | 4 - 2     | Barracas Central     | Sportivo Dock Sud      | 8 de octubre    |          |
| Los Andes              | 2 - 2     | Unión                | Los Andes              | 8 de octubre    |          |
| El Porvenir            | 1 - 2     | All Boys             | Lanús                  | 8 de octubre    |          |
| Central Córdoba (R)    | 3 - 3     | Argentino de Quilmes | Central Córdoba (R)    | 8 de octubre    |          |
| Tiro Federal           | 1 - 1     | Excursionistas       | Tiro Federal           | 8 de octubre    |          |
| Colón                  | 4 - 0     | Temperley            | Colón                  | 9 de septiembre |          |
| Libre: Almagro         |           |                      |                        |                 |          |

| Fecha 29                | Fecha 29  | Fecha 29               | Fecha 29             | Fecha 29      | Fecha 29 |
| Local                   | Resultado | Visitante              | Estadio              | Fecha         |          |
| ----------------------- | --------- | ---------------------- | -------------------- | ------------- | -------- |
| Almagro                 | 1 - 1     | Tiro Federal           | Almagro              | 12 de octubre |          |
| Excursionistas          | 2 - 3     | Central Córdoba (R)    | Excursionistas       | 12 de octubre |          |
| Argentino de Quilmes    | 2 - 2     | El Porvenir            | Argentino de Quilmes | 12 de octubre |          |
| All Boys                | 3 - 2     | Los Andes              | All Boys             | 12 de octubre |          |
| Unión                   | 5 - 1     | Sportivo Dock Sud      | Unión                | 12 de octubre |          |
| Barracas Central        | 3 - 3     | Colón                  | Huracán              | 12 de octubre |          |
| Temperley               | 6 - 1     | Nueva Chicago          | Temperley            | 12 de octubre |          |
| Talleres (RdE)          | 2 - 2     | Argentinos Juniors     | Talleres (RdE)       | 12 de octubre |          |
| Argentino de Rosario    | 0 - 3     | Quilmes                | Argentino de Rosario | 12 de octubre |          |
| Colegiales              | 2 - 4     | Defensores de Belgrano | Colegiales           | 12 de octubre |          |
| Libre: Estudiantes (BA) |           |                        |                      |               |          |

| Fecha 30               | Fecha 30  | Fecha 30             | Fecha 30               | Fecha 30      | Fecha 30 |
| Local                  | Resultado | Visitante            | Estadio                | Fecha         |          |
| ---------------------- | --------- | -------------------- | ---------------------- | ------------- | -------- |
| Estudiantes (BA)       | 1 - 1     | Colegiales           | Atlanta                | 15 de octubre |          |
| Defensores de Belgrano | 7 - 1     | Argentino de Rosario | Defensores de Belgrano | 15 de octubre |          |
| Quilmes                | 6 - 2     | Talleres (RdE)       | Quilmes                | 15 de octubre |          |
| Argentinos Juniors     | 1 - 2     | Temperley            | Argentinos Juniors     | 15 de octubre |          |
| Nueva Chicago          | 3 - 1     | Barracas Central     | Nueva Chicago          | 15 de octubre |          |
| Sportivo Dock Sud      | 2 - 1     | All Boys             | Boca Juniors           | 15 de octubre |          |
| Los Andes              | 1 - 0     | Argentino de Quilmes | Los Andes              | 15 de octubre |          |
| El Porvenir            | 0 - 1     | Excursionistas       | El Porvenir            | 15 de octubre |          |
| Central Córdoba (R)    | 4 - 2     | Almagro              | Central Córdoba (R)    | 15 de octubre |          |
| Colón                  | 2 - 2     | Unión                | Colón                  | 16 de octubre |          |
| Libre: Tiro Federal    |           |                      |                        |               |          |

| Fecha 31             | Fecha 31  | Fecha 31               | Fecha 31             | Fecha 31      | Fecha 31 |
| Local                | Resultado | Visitante              | Estadio              | Fecha         |          |
| -------------------- | --------- | ---------------------- | -------------------- | ------------- | -------- |
| Tiro Federal         | 5 - 3     | Central Córdoba (R)    | Tiro Federal         | 22 de octubre |          |
| Almagro              | 4 - 1     | El Porvenir            | Almagro              | 22 de octubre |          |
| Excursionistas       | 2 - 2     | Los Andes              | Excursionistas       | 22 de octubre |          |
| Argentino de Quilmes | 5 - 4     | Sportivo Dock Sud      | Argentino de Quilmes | 22 de octubre |          |
| All Boys             | 1 - 2     | Colón                  | All Boys             | 22 de octubre |          |
| Barracas Central     | 5 - 2     | Argentinos Juniors     | Huracán              | 22 de octubre |          |
| Temperley            | 1 - 3     | Quilmes                | Temperley            | 22 de octubre |          |
| Talleres (RdE)       | 7 - 3     | Defensores de Belgrano | Talleres (RdE)       | 22 de octubre |          |
| Argentino de Rosario | 3 - 0     | Estudiantes (BA)       | Argentino de Rosario | 22 de octubre |          |
| Unión                | 3 - 1     | Nueva Chicago          | Unión                | 23 de octubre |          |
| Libre: Colegiales    |           |                        |                      |               |          |

| Fecha 32                   | Fecha 32  | Fecha 32             | Fecha 32               | Fecha 32      | Fecha 32 |
| Local                      | Resultado | Visitante            | Estadio                | Fecha         |          |
| -------------------------- | --------- | -------------------- | ---------------------- | ------------- | -------- |
| Colegiales                 | 1 - 1     | Argentino de Rosario | Colegiales             | 29 de octubre |          |
| Estudiantes (BA)           | 2 - 1     | Talleres (RdE)       | Atlanta                | 29 de octubre |          |
| Defensores de Belgrano     | 5 - 2     | Temperley            | Defensores de Belgrano | 29 de octubre |          |
| Quilmes                    | 6 - 3     | Barracas Central     | Quilmes                | 29 de octubre |          |
| Argentinos Juniors         | 1 - 0     | Unión                | Argentinos Juniors     | 29 de octubre |          |
| Nueva Chicago              | 0 - 2     | All Boys             | Nueva Chicago          | 29 de octubre |          |
| Sportivo Dock Sud          | 3 - 1     | Excursionistas       | Sportivo Dock Sud      | 29 de octubre |          |
| Los Andes                  | 1 - 1     | Almagro              | Los Andes              | 29 de octubre |          |
| El Porvenir                | 4 - 1     | Tiro Federal         | El Porvenir            | 29 de octubre |          |
| Colón                      | 2 - 2     | Argentino de Quilmes | Colón                  | 30 de octubre |          |
| Libre: Central Córdoba (R) |           |                      |                        |               |          |

| Fecha 33                    | Fecha 33  | Fecha 33               | Fecha 33             | Fecha 33       | Fecha 33 |
| Local                       | Resultado | Visitante              | Estadio              | Fecha          |          |
| --------------------------- | --------- | ---------------------- | -------------------- | -------------- | -------- |
| Central Córdoba (R)         | 3 - 0     | El Porvenir            | Central Córdoba (R)  | 5 de noviembre |          |
| Tiro Federal                | 2 - 2     | Los Andes              | Tiro Federal         | 5 de noviembre |          |
| Almagro                     | 1 - 0     | Sportivo Dock Sud      | Almagro              | 5 de noviembre |          |
| Excursionistas              | 0 - 2     | Colón                  | Excursionistas       | 5 de noviembre |          |
| Argentino de Quilmes        | 3 - 0     | Nueva Chicago          | Argentino de Quilmes | 5 de noviembre |          |
| All Boys                    | 2 - 2     | Argentinos Juniors     | All Boys             | 5 de noviembre |          |
| Barracas Central            | 4 - 2     | Defensores de Belgrano | Huracán              | 5 de noviembre |          |
| Temperley                   | 1 - 1     | Estudiantes (BA)       | Temperley            | 5 de noviembre |          |
| Talleres (RdE)              | 2 - 0     | Colegiales             | Talleres (RdE)       | 5 de noviembre |          |
| Unión                       | 2 - 3     | Quilmes                | Unión                | 6 de noviembre |          |
| Libre: Argentino de Rosario |           |                        |                      |                |          |

| Fecha 34               | Fecha 34  | Fecha 34             | Fecha 34               | Fecha 34        | Fecha 34 |
| Local                  | Resultado | Visitante            | Estadio                | Fecha           |          |
| ---------------------- | --------- | -------------------- | ---------------------- | --------------- | -------- |
| Argentino de Rosario   | 1 - 1     | Talleres (RdE)       | Argentino de Rosario   | 12 de noviembre |          |
| Colegiales             | 2 - 0     | Temperley            | Almagro                | 12 de noviembre |          |
| Estudiantes (BA)       | 4 - 4     | Barracas Central     | Atlanta                | 12 de noviembre |          |
| Defensores de Belgrano | 2 - 1     | Unión                | Defensores de Belgrano | 12 de noviembre |          |
| Quilmes                | 4 - 2     | All Boys             | Quilmes                | 12 de noviembre |          |
| Argentinos Juniors     | 3 - 1     | Argentino de Quilmes | Argentinos Juniors     | 12 de noviembre |          |
| Nueva Chicago          | 2 - 4     | Excursionistas       | Nueva Chicago          | 12 de noviembre |          |
| Sportivo Dock Sud      | 2 - 1     | Tiro Federal         | Sportivo Dock Sud      | 12 de noviembre |          |
| Los Andes              | 3 - 0     | Central Córdoba (R)  | Los Andes              | 12 de noviembre |          |
| Colón                  | 4 - 1     | Almagro              | Colón                  | 13 de noviembre |          |
| Libre: El Porvenir     |           |                      |                        |                 |          |

| Fecha 35              | Fecha 35  | Fecha 35               | Fecha 35             | Fecha 35        | Fecha 35 |
| Local                 | Resultado | Visitante              | Estadio              | Fecha           |          |
| --------------------- | --------- | ---------------------- | -------------------- | --------------- | -------- |
| El Porvenir           | 1 - 1     | Los Andes              | El Porvenir          | 19 de noviembre |          |
| Central Córdoba (R)   | 1 - 1     | Sportivo Dock Sud      | Central Córdoba (R)  | 19 de noviembre |          |
| Tiro Federal          | 3 - 0     | Colón                  | Tiro Federal         | 19 de noviembre |          |
| Almagro               | 6 - 5     | Nueva Chicago          | Almagro              | 19 de noviembre |          |
| Excursionistas        | 3 - 2     | Argentinos Juniors     | Excursionistas       | 19 de noviembre |          |
| Argentino de Quilmes  | 1 - 1     | Quilmes                | Argentino de Quilmes | 19 de noviembre |          |
| All Boys              | 3 - 1     | Defensores de Belgrano | All Boys             | 19 de noviembre |          |
| Unión                 | 4 - 1     | Estudiantes (BA)       | Colón                | 19 de noviembre |          |
| Barracas Central      | 2 - 1     | Colegiales             | Huracán              | 19 de noviembre |          |
| Temperley             | 4 - 2     | Argentino de Rosario   | Temperley            | 19 de noviembre |          |
| Libre: Talleres (RdE) |           |                        |                      |                 |          |

| Fecha 36               | Fecha 36  | Fecha 36             | Fecha 36               | Fecha 36        | Fecha 36 |
| Local                  | Resultado | Visitante            | Estadio                | Fecha           |          |
| ---------------------- | --------- | -------------------- | ---------------------- | --------------- | -------- |
| Talleres (RdE)         | 5 - 3     | Temperley            | Talleres (RdE)         | 26 de noviembre |          |
| Argentino de Rosario   | 2 - 2     | Barracas Central     | Argentino de Rosario   | 26 de noviembre |          |
| Colegiales             | 2 - 1     | Unión                | Colegiales             | 26 de noviembre |          |
| Estudiantes (BA)       | 7 - 2     | All Boys             | Atlanta                | 26 de noviembre |          |
| Defensores de Belgrano | 0 - 0     | Argentino de Quilmes | Defensores de Belgrano | 26 de noviembre |          |
| Quilmes                | 3 - 2     | Excursionistas       | Quilmes                | 26 de noviembre |          |
| Argentinos Juniors     | 1 - 3     | Almagro              | Argentinos Juniors     | 26 de noviembre |          |
| Nueva Chicago          | 1 - 1     | Tiro Federal         | Nueva Chicago          | 26 de noviembre |          |
| Sportivo Dock Sud      | 1 - 3     | El Porvenir          | Sportivo Dock Sud      | 26 de noviembre |          |
| Colón                  | 5 - 0     | Central Córdoba (R)  | Colón                  | 27 de noviembre |          |
| Libre: Los Andes       |           |                      |                        |                 |          |

| Fecha 37             | Fecha 37  | Fecha 37               | Fecha 37             | Fecha 37       | Fecha 37 |
| Local                | Resultado | Visitante              | Estadio              | Fecha          |          |
| -------------------- | --------- | ---------------------- | -------------------- | -------------- | -------- |
| Los Andes            | 4 - 3     | Sportivo Dock Sud      | Los Andes            | 3 de diciembre |          |
| El Porvenir          | 3 - 1     | Colón                  | El Porvenir          | 3 de diciembre |          |
| Central Córdoba (R)  | 3 - 1     | Nueva Chicago          | Central Córdoba (R)  | 3 de diciembre |          |
| Tiro Federal         | 4 - 1     | Argentinos Juniors     | Tiro Federal         | 3 de diciembre |          |
| Almagro              | 0 - 3     | Quilmes                | Atlanta              | 3 de diciembre |          |
| Excursionistas       | 2 - 2     | Defensores de Belgrano | Excursionistas       | 3 de diciembre |          |
| Argentino de Quilmes | 2 - 4     | Estudiantes (BA)       | Argentino de Quilmes | 3 de diciembre |          |
| All Boys             | 3 - 2     | Colegiales             | All Boys             | 3 de diciembre |          |
| Barracas Central     | 1 - 0     | Talleres (RdE)         | Huracán              | 3 de diciembre |          |
| Unión                | 4 - 1     | Argentino de Rosario   | Colón                | 4 de diciembre |          |
| Libre: Temperley     |           |                        |                      |                |          |

| Fecha 38                 | Fecha 38  | Fecha 38             | Fecha 38               | Fecha 38        | Fecha 38 |
| Local                    | Resultado | Visitante            | Estadio                | Fecha           |          |
| ------------------------ | --------- | -------------------- | ---------------------- | --------------- | -------- |
| Temperley                | 1 - 1     | Barracas Central     | Temperley              | 10 de diciembre |          |
| Talleres (RdE)           | 2 - 1     | Unión                | Talleres (RdE)         | 10 de diciembre |          |
| Argentino de Rosario     | 1 - 2     | All Boys             | Argentino de Rosario   | 10 de diciembre |          |
| Colegiales               | 3 - 3     | Argentino de Quilmes | Colegiales             | 10 de diciembre |          |
| Estudiantes (BA)         | 2 - 1     | Excursionistas       | Atlanta                | 10 de diciembre |          |
| Defensores de Belgrano   | 4 - 0     | Almagro              | Defensores de Belgrano | 10 de diciembre |          |
| Quilmes                  | 5 - 1     | Tiro Federal         | Quilmes                | 10 de diciembre |          |
| Argentinos Juniors       | 3 - 2     | Central Córdoba (R)  | Argentinos Juniors     | 10 de diciembre |          |
| Nueva Chicago            | 1 - 2     | El Porvenir          | Nueva Chicago          | 10 de diciembre |          |
| Colón                    | 4 - 0     | Los Andes            | Colón                  | 10 de diciembre |          |
| Libre: Sportivo Dock Sud |           |                      |                        |                 |          |

| Fecha 39                | Fecha 39  | Fecha 39               | Fecha 39             | Fecha 39        | Fecha 39 |
| Local                   | Resultado | Visitante              | Estadio              | Fecha           |          |
| ----------------------- | --------- | ---------------------- | -------------------- | --------------- | -------- |
| Sportivo Dock Sud       | 5 - 2     | Colón                  | Sportivo Dock Sud    | 18 de diciembre |          |
| Los Andes               | 7 - 3     | Nueva Chicago          | Los Andes            | 18 de diciembre |          |
| El Porvenir             | 5 - 1     | Argentinos Juniors     | El Porvenir          | 18 de diciembre |          |
| Central Córdoba (R)     | 1 - 1     | Quilmes                | Central Córdoba (R)  | 18 de diciembre |          |
| Tiro Federal            | 7 - 2     | Defensores de Belgrano | Tiro Federal         | 18 de diciembre |          |
| Almagro                 | 2 - 2     | Estudiantes (BA)       | Atlanta              | 18 de diciembre |          |
| Excursionistas          | 2 - 3     | Colegiales             | Excursionistas       | 18 de diciembre |          |
| Argentino de Quilmes    | 2 - 0     | Argentino de Rosario   | Argentino de Quilmes | 18 de diciembre |          |
| All Boys                | 1 - 1     | Talleres (RdE)         | All Boys             | 18 de diciembre |          |
| Unión                   | 5 - 2     | Temperley              | Colón                | 18 de diciembre |          |
| Libre: Barracas Central |           |                        |                      |                 |          |

| Fecha 40               | Fecha 40  | Fecha 40             | Fecha 40               | Fecha 40        | Fecha 40 |
| Local                  | Resultado | Visitante            | Estadio                | Fecha           |          |
| ---------------------- | --------- | -------------------- | ---------------------- | --------------- | -------- |
| Barracas Central       | 3 - 1     | Unión                | Huracán                | 22 de diciembre |          |
| Temperley              | 5 - 2     | All Boys             | Temperley              | 22 de diciembre |          |
| Talleres (RdE)         | 6 - 3     | Argentino de Quilmes | Talleres (RdE)         | 22 de diciembre |          |
| Argentino de Rosario   | 4 - 2     | Excursionistas       | Argentino de Rosario   | 22 de diciembre |          |
| Colegiales             | 4 - 3     | Almagro              | Colegiales             | 22 de diciembre |          |
| Estudiantes (BA)       | 1 - 3     | Tiro Federal         | Atlanta                | 22 de diciembre |          |
| Defensores de Belgrano | 2 - 2     | Central Córdoba (R)  | Defensores de Belgrano | 22 de diciembre |          |
| Quilmes                | 4 - 1     | El Porvenir          | Quilmes                | 22 de diciembre |          |
| Argentinos Juniors     | 3 - 1     | Los Andes            | Argentinos Juniors     | 22 de diciembre |          |
| Nueva Chicago          | 4 - 0     | Sportivo Dock Sud    | Nueva Chicago          | 22 de diciembre |          |
| Libre: Colón           |           |                      |                        |                 |          |

| Fecha 41             | Fecha 41  | Fecha 41               | Fecha 41             | Fecha 41        | Fecha 41 |
| Local                | Resultado | Visitante              | Estadio              | Fecha           |          |
| -------------------- | --------- | ---------------------- | -------------------- | --------------- | -------- |
| Colón                | 4 - 1     | Nueva Chicago          | Colón                | 29 de diciembre |          |
| Sportivo Dock Sud    | 3 - 4     | Argentinos Juniors     | Sportivo Dock Sud    | 29 de diciembre |          |
| Los Andes            | 4 - 4     | Quilmes                | Los Andes            | 29 de diciembre |          |
| El Porvenir          | 3 - 0     | Defensores de Belgrano | El Porvenir          | 29 de diciembre |          |
| Central Córdoba (R)  | 8 - 1     | Estudiantes (BA)       | Central Córdoba (R)  | 29 de diciembre |          |
| Tiro Federal         | 5 - 1     | Colegiales             | Tiro Federal         | 29 de diciembre |          |
| Almagro              | 1 - 3     | Argentino de Rosario   | Almagro              | 29 de diciembre |          |
| Excursionistas       | 6 - 4     | Talleres (RdE)         | Excursionistas       | 29 de diciembre |          |
| Argentino de Quilmes | 1 - 1     | Temperley              | Argentino de Quilmes | 29 de diciembre |          |
| All Boys             | 0 - 3     | Barracas Central       | All Boys             | 29 de diciembre |          |
| Libre: Unión         |           |                        |                      |                 |          |

| Fecha 42               | Fecha 42  | Fecha 42             | Fecha 42               | Fecha 42           | Fecha 42 |
| Local                  | Resultado | Visitante            | Estadio                | Fecha              |          |
| ---------------------- | --------- | -------------------- | ---------------------- | ------------------ | -------- |
| Unión                  | 0 - 1     | All Boys             | Colón                  | 7 de enero de 1950 |          |
| Barracas Central       | 3 - 5     | Argentino de Quilmes | Huracán                | 7 de enero de 1950 |          |
| Temperley              | 4 - 2     | Excursionistas       | Temperley              | 7 de enero de 1950 |          |
| Talleres (RdE)         | 3 - 1     | Almagro              | Talleres (RdE)         | 7 de enero de 1950 |          |
| Argentino de Rosario   | 3 - 1     | Tiro Federal         | Argentino de Rosario   | 7 de enero de 1950 |          |
| Colegiales             | 1 - 2     | Central Córdoba (R)  | Colegiales             | 7 de enero de 1950 |          |
| Estudiantes (BA)       | 0 - 5     | El Porvenir          | Atlanta                | 7 de enero de 1950 |          |
| Defensores de Belgrano | 3 - 2     | Los Andes            | Defensores de Belgrano | 7 de enero de 1950 |          |
| Quilmes                | 5 - 0     | Sportivo Dock Sud    | Quilmes                | 7 de enero de 1950 |          |
| Argentinos Juniors     | 2 - 1     | Colón                | Argentinos Juniors     | 7 de enero de 1950 |          |
| Libre: Nueva Chicago   |           |                      |                        |                    |          |

| 1. 2. |

## Descensos por reestructuración
Con el fin de crear una nueva categoría y que de esta manera pase a haber cuatro en lugar de tres en la pirámide de ligas del fútbol argentino, por resolución de la Asociación del Fútbol Argentino algunos equipos más fueron descendidos . Para resolver cuáles serían no se utilizó la tabla de posiciones de esta temporada, sino que se utilizaron criterios geográficos, de nivel de los equipos y de calidad de los campos de juego. Así, todos los equipos de la ciudad de Rosario, así como aquellos considerados poco competitivos o con estadios que no eran acordes para la divisional perdieron la categoría.
En total los ocho equipos que pasaron a jugar en la división inferior fueron:
- All Boys
- Argentino (R)
- Barracas Central
- Central Córdoba (R)
- Colegiales
- Defensores de Belgrano
- Estudiantes (BA)
- Tiro Federal

Por lo tanto, para la temporada siguiente en la Primera B quedaron tan solo 12 equipos.